# Rebecka Tell
Rebecka Susanna Tell, född 15 april 1986, är en svensk fälttävlansryttare. 
Tell har tävlat för Gäseneryttarna, Sämsholms RF och Skaraborgs Fältrittklubb. Hon har tävlat i svenska juniorlandslaget i fälttävlan (för ryttare upp till 18 år) samt i landslaget för unga ryttare (för ryttare upp till 21 år).
Tell var på hästen Christy med i det svenska juniorlandslaget vid EM i fälttävlan för juniorer år 2003. Det svenska laget placerade sig på 10:e plats. År 2005 deltog hon i EM i fälttävlan för unga ryttare på samma häst och placerade sig på 18:e plats. Samma år tog hon silver i SM i fälttävlan för unga ryttare. 2005 var hon även med och vann lagguld vid NM i fälttävlan för unga ryttare. År 2006 deltog hon i EM i fälttävlan för unga ryttare på hästen Idle Storm och placerade sig individuellt som bästa svensk på 12:e plats och i lag på 5:e plats.
År 2010 var Tell på hästen Cutting Edge A-He med i Skaraborgs Fältrittklubbs lag och tog guld i SM i lagfälttävlan.
Rebecka Tell är utbildad C-tränare i fälttävlan.